# Foz de Lumbier
Foz de Lumbier är en kanjon i Spanien.   Den ligger i provinsen Provincia de Navarra och regionen Navarra, i den nordöstra delen av landet, 300 km nordost om huvudstaden Madrid. Foz de Lumbier ligger 516 meter över havet.
Terrängen runt Foz de Lumbier är kuperad åt nordväst, men åt sydost är den platt. Runt Foz de Lumbier är det ganska tätbefolkat, med 58 invånare per kvadratkilometer. Närmaste större samhälle är Sangüesa, 6,3 km söder om Foz de Lumbier. Trakten runt Foz de Lumbier består till största delen av jordbruksmark.